# Bîstrîk, Pohrebîșce
Bîstrîk (în ucraineană Бистрик) este un sat în comuna Babînți din raionul Pohrebîșce, regiunea Vinnița, Ucraina.

## Demografie
Componența lingvistică a localității Bîstrîk
     Ucraineană (98,78%)
     Rusă (1,22%)
Conform recensământului din 2001, majoritatea populației localității Bîstrîk era vorbitoare de ucraineană (98,78%), existând în minoritate și vorbitori de rusă (1,22%).